# Ліндерн
Ліндерн (нім. Lindern) — сільська громада в Німеччині, розташована в землі Нижня Саксонія. Входить до складу району Клоппенбург.
Площа — 65,81 км2. Населення становить 4948 ос. (станом на 31 грудня 2021).